# 罗伯特·加赛德
罗伯特·加赛德 是著名的英国长跑人，他创造了第一个徒步跑完全球的吉尼斯世界纪录。

## 背景
出生于英格兰的柴郡。

## 跑遍世界
罗伯特·加赛德从1997年10月20日在印度新德里印度門起跑，2003年6月13日回到了同一点。路程超过35000英里，穿烂了至少50双鞋。

## 趣闻
自称在中国因缺少相应的文件而被扣押了数天。